# كارل إنغستروم
كارل إنغستروم (بالسويدية: Carl Henrik Engström )‏ (و. 1785 – 1858 م) هو سياسي، من السويد، توفي عن عمر يناهز 73 عاماً.